# 디아나 브로세
디아나 브로세(Diana Broce, 1986년 7월 28일 ~ )는 파나마의 미인 대회 우승자이다. 2009년 미스 파나마 우승자이며 미스 유니버스 2009에서 파나마 대표로 참가했다.